# Phymaturus tromen
Espèce
Phymaturus tromen est une espèce de sauriens de la famille des Liolaemidae.

## Répartition
Cette espèce est endémique de la province de Río Negro en Argentine.

## Description
Les 6 spécimens adultes observés lors de la description originale mesurent entre 85,8 mm et 105,2 mm.

## Étymologie
Son nom d'espèce lui a été donné en référence à son lieu de découverte, le volcan Tromen.

## Publication originale
- Lobo & Nenda, 2015 : Discovery of two new species of Phymaturus (Iguania: Liolaemidae) from Patagonia, Argentina, and occurrence of melanism in the patagonicus group. Cuadernos de Herpetología, vol. 29, no 1, p. 5-25.